# 澄谷薫
澄谷 薫（すみや かおる、1978年10月18日 - ）は、東京都出身のレースクイーン、グラビアアイドル、女優。
2001年よりスタイルコーポレーションに所属していたが、2012年頃にフリーで活動。音楽グループ『エスコーツ』にヴォーカルとして参加している。

## 人物
1978年東京生まれ、高校卒業後タレント活動を開始。
- 趣味：ビリヤード
- 特技：水泳、ジャズダンス
- 同じ事務所だった山口由紀子と仲が良い。
- 2003年頃にへそピアスを開けている。

## レースクイーン、イメージガール
- 1999年  フォーミュラニッポン、『5ZIGEN』
- 2001年、スーパー耐久シリーズイメージガール『スーパーガールズ2001“Bacalla Five”』
- 2002年、JGTC『Team Gaikokuya』レースクイーン
- 2002年、鈴鹿8耐 『JOMO』レースクイーン
- 2004年、JGTCマレーシアラウンドイメージガール『紅-KURENAI-』
- 2005年、JGTC『FKマッシモ』
- 2006年、SUPER GTマレーシアラウンドイメージガール『GT Babes』
- 2007年、K-1 WORLD MAXラウンドガール
- 2010年、富士スプリントカップ

## テレビドラマ
- 「Pinkの遺伝子」（2005年10月 - 12月、テレビ東京） - 宝條薫子 役[2][3]

## DVD
- Wink Up(2003/12/25)
- 艶女(2005/03/19)
- Leg Beauty(2005/07/22)
- 澄谷薫(2005/11/25)
- RACE QUEEN’S HOTEL(2006/02/18)
- TRY-ANGLE(2008/1/15)
- TRY-ANGLE2(2009/1/08)

## CD
- NAISU&MAKURI(2002/12/26)

## イベント
- 東京オートサロン「OBAYASHI FACTORYブース」（2009年、2011年）

## 舞台
2002年（平成14年）9月20日 - 22日、レースクイーンによる初の本格的な演劇舞台『Chance!?』、東京/天王洲スフィアメックス。他に出演したレースクイーンは、牛川とこ、相馬茜、近藤和美、並松紀子、三好さやか、かとうえりこ、横須賀まりこ、諸岡愛美、水谷さくら、上原ゆいなど。